# Velarifictorus micado
Velarifictorus micado är en insektsart som först beskrevs av Henri Saussure 1877.  Velarifictorus micado ingår i släktet Velarifictorus och familjen syrsor. Inga underarter finns listade i Catalogue of Life.

## Bildgalleri

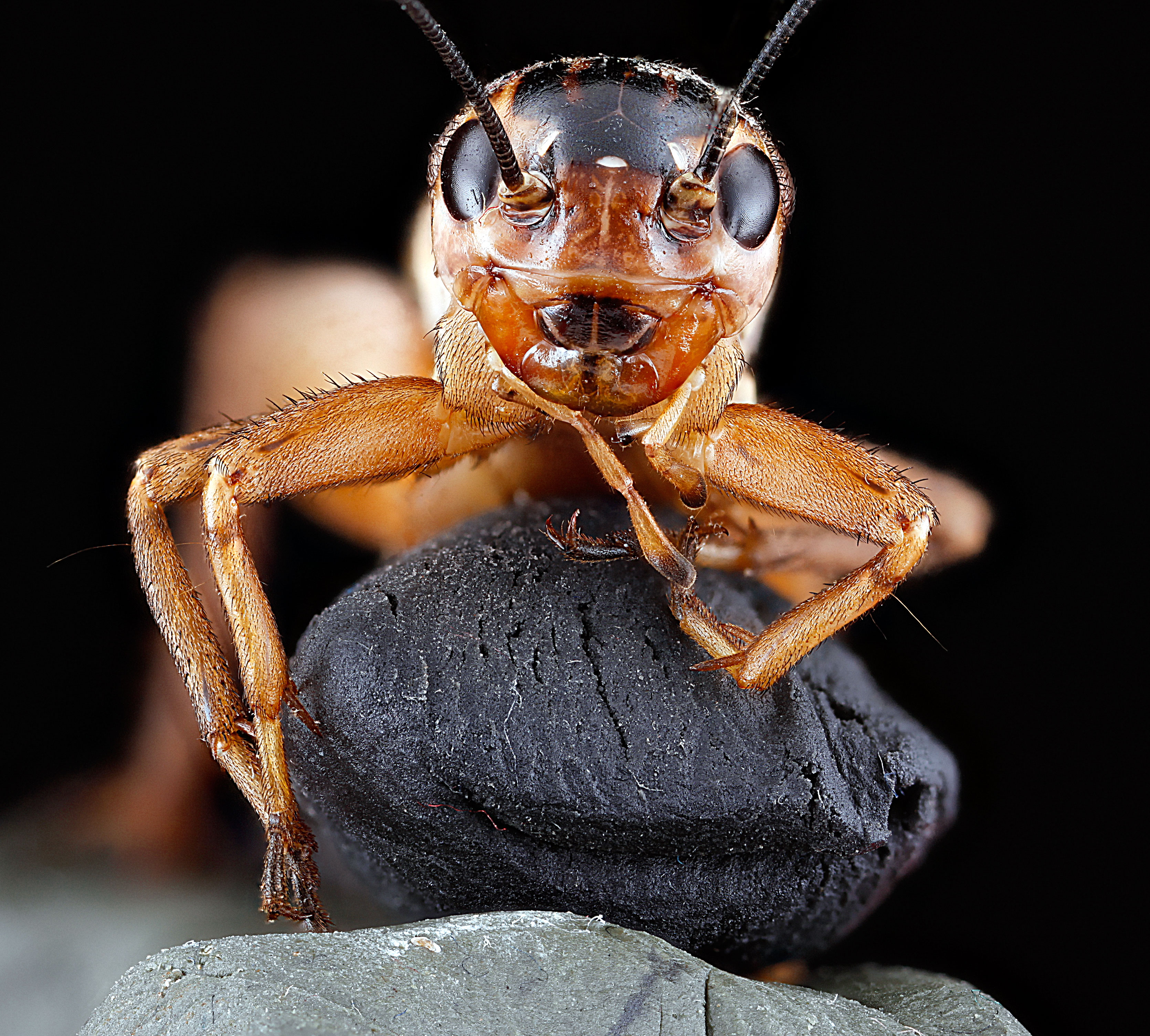
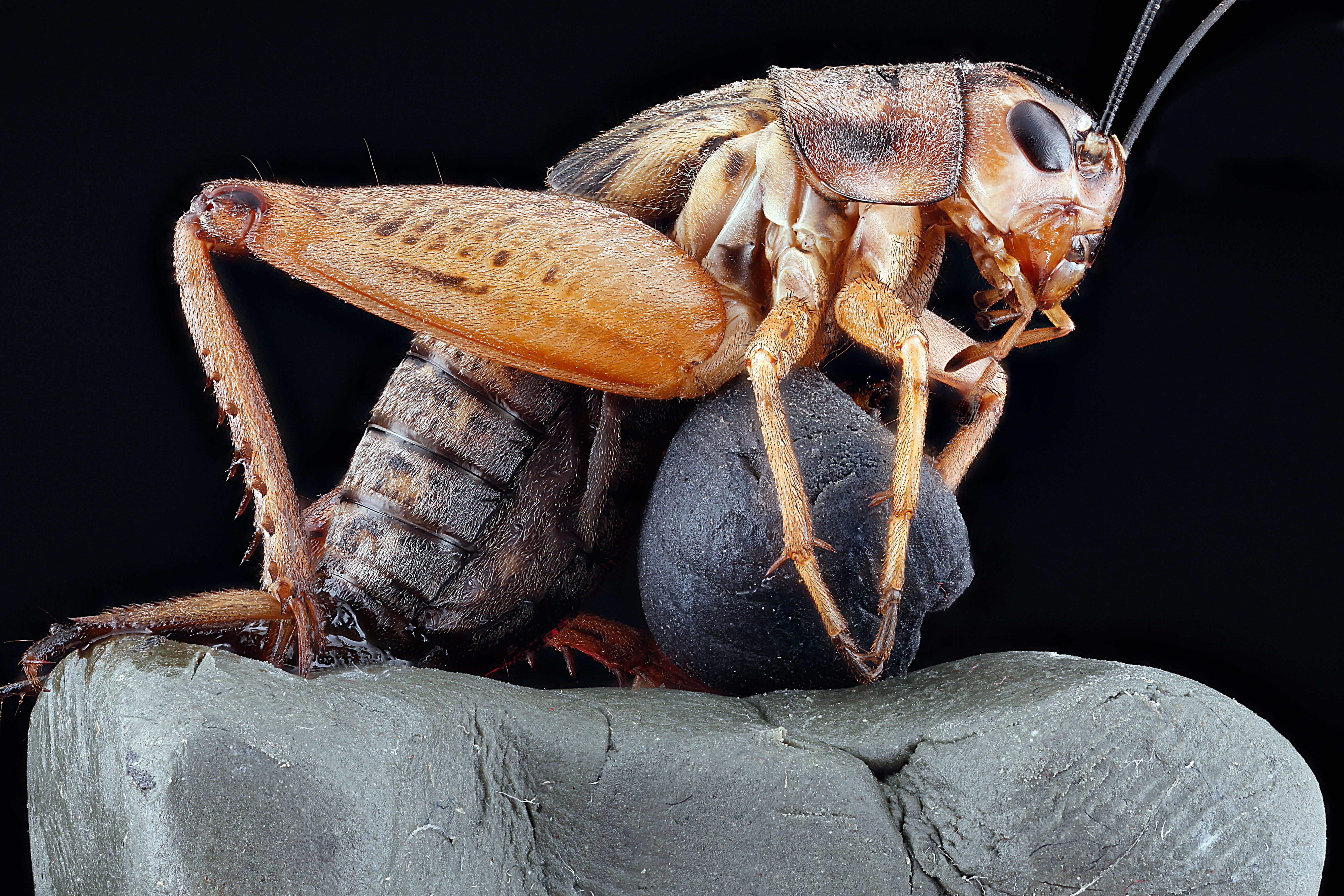